# Список епізодів серіалу «Зоряний шлях: Дивні нові світи»
У даному переліку представлено список епізодів американського серіалу «Зоряний шлях: Дивні нові світи». Серіал розповідає про подорожі капітана Крістофера Пайка і екіпажу зорельота USS «Ентерпрайз» (NCC-1701) за десять років до подій, описаних у оригінальному «Зоряному шляху».
«Дивні нові світи» отримав широке схвалення за вдале продовження та осучаснення тем оригінального серіалу, епізодичну структуру сюжету та візуальний стиль. Чимало критиків у той же час зауважили, що серіал не пропонує нічого нового, чого глядачі ще не бачили в «Зоряному шляху».
Сезон 1 (2022)
| № п/п | № в сезоні | Назва                                                                                         | Режисер            | Сценарист                                   | Оригінальний показ | Глядачів у США (млн) |
| --- | ---------- | --------------------------------------------------------------------------------------------- | ------------------ | ------------------------------------------- | ------------------ | -------------------- |
| 1 | 1          | «Strange New Worlds» «Дивні нові світи»                                                       | Аківа Голдсман     | Аківа Голдсман, Алекс Курцман; Дженні Люмет | 5 травня 2022      | Буде визначено       |
| Капітан Крістофер Пайк повертається із добровільного вигнання, щоб врятувати офіцера, який зник під час секретної місії. |            |                                                                                               |                    |                                             |                    |                      |
| 2 | 2          | «Children of the Comet» «Діти комети»                                                         | Майя Врвіло        | Генрі Алонсо Майєрс і Сара Таркофф          | 12 травня 2022     | Буде визначено       |
| Стародавня інопланетна реліквія заважає екіпажу «Ентерпрайза» змінити маршрут комети, щоб вона не зіткнулася з населеною планетою.                                                                                                 |            |                                                                                               |                    |                                             |                    |                      |
| 3 | 3          | «Ghosts of Illyria» «Привиди Іллірії»                                                         | Леслі Гоуп         | Акела Купер; Білл Волкофф                   | 19 травня 2022     | Буде визначено       |
| Уна повинна відкрити таємницю, яку вона приховувала, коли хвороба спустошує корабель, виводячи зі строю команду. |            |                                                                                               |                    |                                             |                    |                      |
| 4 | 4          | «Memento Mori» «Пам'ятай про смерть»                                                          | Ден Лю             | Деві Перес; Бо Демайо                       | 26 травня 2022     | Буде визначено       |
| Пайк повинен знайти нетрадиційні методи Зоряного флоту, щоб впоратися зі зловмисною силою, яка атакує «Ентерпрайз». |            |                                                                                               |                    |                                             |                    |                      |
| 5 | 5          | «Spock Amok» «Спок Амок»                                                                      | Рейчел Лейтерман   | Генрі Алонсо Майєрс; Робін Вассерман        | 2 червня 2022      | Буде визначено       |
| Особистий візит викликає комедію помилок під час важливих переговорів Спока та Пайка з незвичайним інопланетним видом. |            |                                                                                               |                    |                                             |                    |                      |
| 6 | 6          | «Lift Us Where Suffering Cannot Reach» «Підніміть нас туди, де страждання не зможуть досягти» | Енді Армаганян     | Робін Вассерман; Білл Волкофф               | 9 червня 2022      | Буде визначено       |
| Загроза ідилічній планеті возз'єднує капітана Пайка з втраченою любов'ю його життя. Щоб захистити її та дитину від жертвоприношення, Пайк пропонує свою допомогу. Він змушений зіткнутися з невирішеними почуттями свого минулого. |            |                                                                                               |                    |                                             |                    |                      |
| 7 | 7          | «The Serene Squall» «Безтурботний шквал»                                                      | Сідней Фріленд     | Бо Демайо; Сара Таркофф                     | 16 червня 2022     | Буде визначено       |
| Виконуючи небезпечну гуманітарну місію, екіпаж «Ентерпрайза» натрапляє на жахливу гру з найнебезпечнішим космічним піратом у квадранті.                                                                                            |            |                                                                                               |                    |                                             |                    |                      |
| 8 | 8          | «The Elysian Kingdom» «Елізіанське королівство»                                               | Аманда Роу         | Акела Купер; Онітра Джонсон                 | 23 червня 2022     | Буде визначено       |
| "USS Enterprise" застряг у туманності, де проживає інопланетна свідомість, яка захоплює екіпаж у казкову пастку. |            |                                                                                               |                    |                                             |                    |                      |
| 9 | 9          | «All Those Who Wander» «Всі мандруючі»                                                        | Крістофер Дж. Бірн | Деві Перес                                  | 30 червня 2022     | Буде визначено       |
| Екіпаж «Ентерпрайзу» стикається віч-на-віч зі своїми демонами — а також зі страшними монстрами — коли їхній десант опинився на безплідній планеті з ненажерливим ворогом.                                                          |            |                                                                                               |                    |                                             |                    |                      |
| 10 | 10         | «A Quality of Mercy» «Якість милосердя»                                                       | Кріс Фішер         | Генрі Алонсо Майерс; Аківа Голдсман         | 7 липня 2022       | Буде визначено       |
| Коли капітан Пайк думає, що він зрозумів, як уникнути своєї долі, його відвідує майбутнє. Яке показує Пайку наслідки його дій. |            |                                                                                               |                    |                                             |                    |                      |

Сезон 2 (2023)
| № п/п | № в сезоні | Назва                            | Режисер         | Сценарист                      | Оригінальний показ | Глядачів у США (млн) |
| --- | ---------- | -------------------------------- | --------------- | ------------------------------ | ------------------ | -------------------- |
| 11 | 1          | «The Star Gaze» «Розірване коло» | Даг Аарнікоскі  | Аківа Голдсман; Террі Маталас  | 15 червня 2023     | Буде визначено       |
| Дзвінок лиха від лейтенанта Нуньєн-Сінгха змушує Спока не підкорятися наказам і відправити «Ентерпрайз» та його екіпаж у спірний простір для рятувальної місії.                                                                          |            |                                  |                 |                                |                    |                      |
| 12 | 2          | «Ad Astra Per Aspera»            | Валері Весс     | Дана Горґан                    | 22 червня 2023     | Буде визначено       |
| Командирці Уні Чін-Райлі загрожує військовий суд, звільнення із Зоряного флоту та ув'язнення. |            |                                  |                 |                                |                    |                      |
| 13 | 3          | «Завтра і завтра і завтра»       | Аманда Роу      | Девід Рід                      | 29 червня 2023     | Буде визначено       |
| Ла'ан подорожує в часі на Землю 21-го століття, щоб запобігти нападу, який змінить майбутню історію людства. |            |                                  |                 |                                |                    |                      |
| 14 | 4          | «Серед пожирачів лотоса»         | Едуардо Санчез  | Кірстен Беєр; Дейві Перез      | 6 липня 2023       | Буде визначено       |
| Повернувшись на планету, яка зберігає трагічні спогади, капітан Пайк і його десант виявляють, що забувають усе. Включно з власною ідентичністю, оскільки Пайк стикається з привидом зі свого минулого.                                   |            |                                  |                 |                                |                    |                      |
| 15 | 5          | «Шаради»                         | Джордан Каннінг | Кетрін Лін; Генрі Алонсо Маєрс | 13 липня 2023      | Буде визначено       |
| Аварія шатла призводить до того, що прибульці видаляють вулканську ДНК Спока, що робить його повністю людиною та абсолютно неготовим до зустрічі з сім'єю Т'Прінг під час важливої урочистої вечері.                                     |            |                                  |                 |                                |                    |                      |
| 16 | 6          | «Втрачено в перекладі»           | Ден Лю          | Онітра Джонсон; Девід Рід      | 20 липня 2023      | Буде визначено       |
| Здається, Ухура єдина, хто може почути дивний звук, який, здається, викликає жахливі галюцинації. |            |                                  |                 |                                |                    |                      |
| 17 | 7          | «Ті давні дослідники»            | Джонатан Фрейкс | Кетрін Лін; Білл Волкофф       | 27 липня 2023      | Буде визначено       |
| Нещасний випадок, який стався під час дослідження порталу часу, відправляє енсінів Беккета Марінера та Бредварда Боймлера в 24-го століття. Капітан Пайк та його команда повинні повернути їх, перш ніж вони зможуть змінити хронологію. |            |                                  |                 |                                |                    |                      |
| 18 | 8          | «Під покривом війни»             | Джефф В. Берд   | Дейві Перез                    | 3 серпня 2023      | Буде визначено       |
| Капітан Пайк і його команда вітають клінгонського перебіжчика на борту USS «Enterprise», але його присутність викликає розкриття деяких шокуючих таємниць.                                                                               |            |                                  |                 |                                |                    |                      |
| 19 | 9          | «Підпросторова рапсодія»         | Дермотт Доунс   | Дана Горґан; Білл Волкофф      | 10 серпня 2023     | Буде визначено       |
| Аварія з експериментальним полем квантової ймовірності змушує всіх на «Ентерпрайзі» нестримно заспівати. Але справжня небезпека полягає в тому, що поле розширюється та починає впливати на інші кораблі — як союзників, так і ворогів.  |            |                                  |                 |                                |                    |                      |
| 20 | 10         | «Гегемонія»                      | Майя Врвіло     | Генрі Алонсо Майєрс            | 17 серпня 2023     | Буде визначено       |
| Коли «Ентерпрайз» розслідує напад на колонію (на краю простору Федерації), капітан Пайк і команда мають справу із поверненням грізного ворога.                                                                                           |            |                                  |                 |                                |                    |                      |

Сезон 3 (2025)
| № п/п | № в сезоні | Назва          | Режисер        | Сценарист      | Оригінальний показ | Глядачів у США (млн) |
| ----- | ---------- | -------------- | -------------- | -------------- | ------------------ | -------------------- |
| 21    | 1          | Буде оголошено | Буде оголошено | Буде оголошено | Буде оголошено     | Буде визначено       |
| 22    | 2          | Буде оголошено | Буде оголошено | Буде оголошено | Буде оголошено     | Буде визначено       |
| 23    | 3          | Буде оголошено | Буде оголошено | Буде оголошено | Буде оголошено     | Буде визначено       |
| 24    | 4          | Буде оголошено | Буде оголошено | Буде оголошено | Буде оголошено     | Буде визначено       |
| 25    | 5          | Буде оголошено | Буде оголошено | Буде оголошено | Буде оголошено     | Буде визначено       |
| 26    | 6          | Буде оголошено | Буде оголошено | Буде оголошено | Буде оголошено     | Буде визначено       |
| 27    | 7          | Буде оголошено | Буде оголошено | Буде оголошено | Буде оголошено     | Буде визначено       |
| 28    | 8          | Буде оголошено | Буде оголошено | Буде оголошено | Буде оголошено     | Буде визначено       |
| 29    | 9          | Буде оголошено | Буде оголошено | Буде оголошено | Буде оголошено     | Буде визначено       |
| 30    | 10         | Буде оголошено | Буде оголошено | Буде оголошено | Буде оголошено     | Буде визначено       |